# Société internationale Marguerite Duras
La Société internationale Marguerite Duras est une société d’étude et de promotion de l’œuvre de Marguerite Duras fondée en janvier 1997. Madeleine Borgomano fut sa première présidente (1997-2009), Christiane Blot-Labarrère a repris le flambeau de 2009 à 2017. Depuis 2017, c'est Florence de Chalonge qui en assure la présidence. Michelle Porte est la présidente d’honneur de la Société.
Ses objectifs sont :
- l’organisation de colloques sur Marguerite Duras et l’aide à la publication des actes de ces colloques;
- l’établissement et l’entretien de contacts avec d’autres sociétés Duras en Europe et outre-mer ;
- la publication d’un bulletin semestriel : outre des annonces diverses et des informations concernant de futurs colloques, le bulletin offre des comptes rendus de publications récentes ainsi que de colloques sur l’œuvre de Marguerite Duras.

L’adhésion à la Société est ouverte à tous ceux et celles qui s’intéressent à l’œuvre de Marguerite Duras. La Société compte à ce jour des membres en Europe ainsi qu’en Afrique du Nord, en Amérique, en Australie et au Japon.